# Amtstierarzt (Deutschland)
Der Amtstierarzt ist ein Tierarzt, der bei einem Landratsamt oder einer kreisfreien Stadt mit den Aufgaben des öffentlichen Veterinärwesens (Tierschutz, Bekämpfung von Tierseuchen, Überwachung des Umgangs mit tierischen Nebenprodukten (TNP), Tierarzneimittelüberwachung) und der Lebensmittelüberwachung betraut worden ist. Voraussetzung sind ein Studium der Veterinärmedizin, die Approbation als Tierarzt und die staatliche Prüfung für den höheren Veterinärdienst („zweites Staatsexamen“), im Regelfall auch eine Promotion. Der Amtstierarzt nimmt in der Regel eine leitende Stellung im Veterinäramt, einem Amt der Kommunalverwaltung, ein. Er kann bestimmte Aufgaben an andere angestellte oder auch freiberuflich tätige Tierärzte übertragen, diese fungieren dann als amtlicher Tierarzt.
Die Anzahl der in Deutschland beamteten Tierärzte liegt seit 2009 immer leicht über 1.500 Personen (im Vergleich zu über 11.000 niedergelassenen Tierärzten und über 4.000 angestellten Tierärzten).

## Aufgaben in der Lebensmittelüberwachung
Die tierärztliche Lebensmittelüberwachung umfasst alle Tätigkeiten bei der Erzeugung und beim Inverkehrbringen von Lebensmitteln tierischer Herkunft. Dies umfasst die Überwachung der Hygiene und der sonstigen Rechtsvorschriften. Eine besondere Aufgabe besteht bei der Schlachtung in der Durchführung der Schlachttier- und Fleischuntersuchung durch den amtlichen Tierarzt. Dabei kann er sich von amtlichen Fachassistenten (ehemals Fleischkontrolleure) unterstützen lassen. Neben der Kontrolle der Lagerung und der Verkaufseinrichtungen in Lebensmittelbetrieben stellt die Prüfung der Aufzeichnungen des Betriebes über Kontrollen in eigener Verantwortung eine zentrale Aufgabe dar (Kontrolle der (Selbst-)Kontrolle). Der Amtstierarzt und der amtliche Tierarzt stehen hier vor allem im Dienste der Gesundheitsvorsorge und des Verbraucherschutzes.

## Aufgaben in der Tierseuchenbekämpfung
Nach dem Tierseuchengesetz sind alle Bürger, die beruflich mit Tieren zu tun haben, verpflichtet, einen Verdacht auf eine anzeigepflichtige Tierseuche zu melden. Die Anzeige soll im Optimalfall der Kreisverwaltungsbehörde erstattet werden, kann aber auch der Polizei oder dem Bürgermeister mitgeteilt werden. Der Amtstierarzt leitet daraufhin Maßnahmen zur Diagnostik, Quarantäne- und Behandlungsmaßnahmen und unter Umständen auch Tötungen von erkrankten Tieren oder Beständen ein.
Der Amtstierarzt ist auch für Genehmigungen für das Einsteinen von verendetem Vieh in unzugänglichen Gebieten zuständig.

## Aufgaben im Tierschutz
Der Amtstierarzt erteilt Genehmigungen zur gewerbsmäßigen Haltung von Tieren und ist für die artgerechte Haltung sowie die Einhaltung von Bestimmungen bei Tiertransporten zuständig. Der tierschutzrechtlichen Aufsicht durch die nach Landesrecht zuständige Behörde unterliegen insbesondere alle Nutztierhaltungen, alle Einrichtungen im Zusammenhang mit Versuchstieren, Schlachthöfe, Transportunternehmen, Sammelstellen und alle diejenigen, die eine Erlaubnis nach § 11 TierSchG benötigen. Dazu zählen unter anderem Zirkusunternehmen, gewerbsmäßige Tierzuchten, Zoos und Tierheime. Eine feststehende Kontrollhäufigkeit existiert nicht. Lediglich für Einrichtungen mit Versuchstieren sind Mindestkontrollfrequenzen vorgegeben. Die Überwachung wird risikoorientiert bzw. aufgrund eines Verdachtes oder nach Anzeigen durchgeführt.

## Aufgaben im Grenzdienst
Liegt ein Amtsbereich im Bereich der Staatsgrenze, ist der Amtstierarzt auch für die Kontrolle bei grenzüberschreitendem Tier- und Lebensmittelverkehr zuständig. Er übernimmt die Einfuhrkontrolle und stellt eine Grenzübertrittsbescheinigung aus. Der grenzüberschreitende Verkehr von Tieren und Tierprodukten aus Ländern außerhalb der Europäischen Union ist nur noch an einigen definierten Grenzübergängen möglich.